# San Nicolás de Tolentino (Actopan)

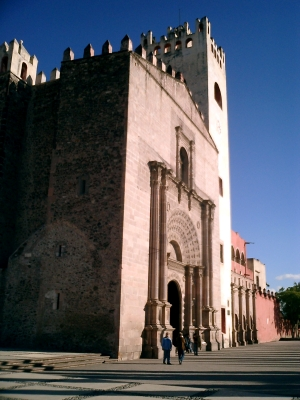
Kirche und ehemaliges Kloster von San Nicolás de Tolentino in Actopan

Kircheninneres

Das Kloster San Nicolás von Tolentino ist eine spanische Augustiner-Mission in Actopan im mexikanischen Bundesstaat Hidalgo. Sie wurde am 2. März 1546 gegründet, dem Tag des Heiligen Nikolaus von Tolentino, für die Bekehrung des lokalen indigenen Volks der Otomí. Kirche und Konventsgebäude wurden zwischen 1550 und 1573 errichtet. Die Anlage ist eine Mischung verschiedener Baustile der spanischen Kolonialmacht: Romanik, Gotik, Renaissance, Mudéjar-Stil, Plateresker Stil.
Die Mission liegt in einem Anstieg des Valle del Mezquital. Kirche und Kloster  gehören zum mexikanischen Erzbistum Tulancingo.

## Bilder

Das Kloster
Der Turm
Die Mission
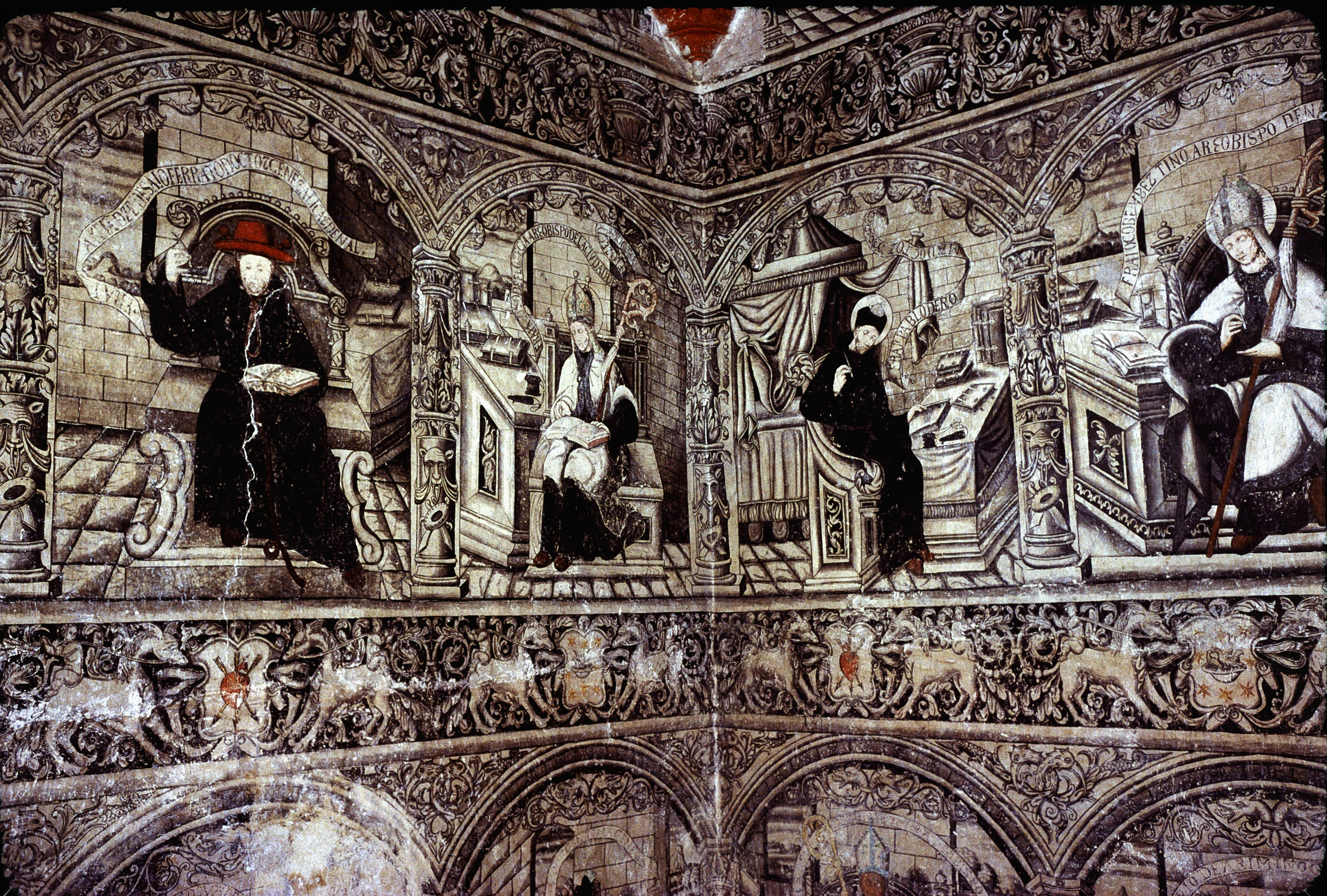
Wandmalereien im Treppenhaus
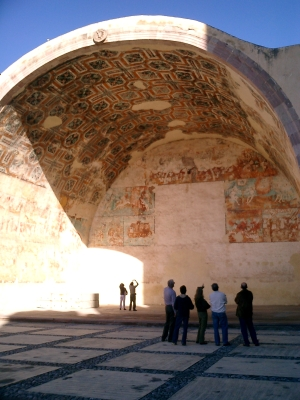
Die Capilla abierta
Klostergang
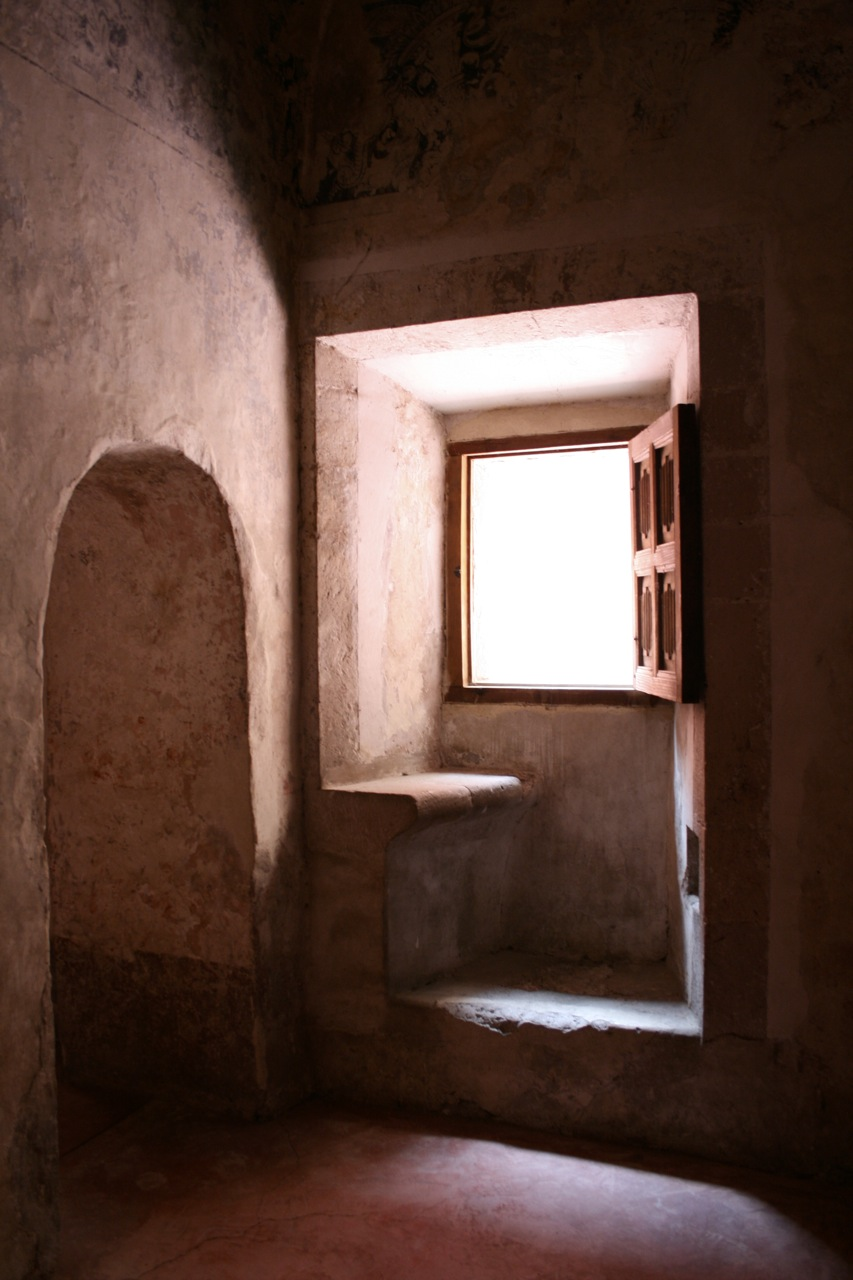
Fenster
Madonna